# 2664 Everhart
2664 Everhart је астероид главног астероидног појаса са пречником од приближно 10,9 .
Афел астероида је на удаљености од 2,814 астрономских јединица (АЈ) од Сунца, а перихел на 1,947 АЈ.
Ексцентрицитет орбите износи 0,182, инклинација (нагиб) орбите у односу на раван еклиптике 3,259 степени, а орбитални период износи 1341,862 дана (3,673 године).
Апсолутна магнитуда астероида је 13,8 а геометријски албедо 0,045.
Астероид је откривен 7. септембра 1934. године.